# Miss Italia 1975

Le vincitrici

Miss Italia 1975 si svolse per la prima volta a Martina Franca, dal 28 al 31 agosto 1975. Il concorso è stato condotto da Enzo Mirigliani, che è anche direttore artistico e organizzatore della manifestazione. Presidenti della giuria furono Corrado Mantoni e Gino Bramieri. Vincitrice di questa edizione fu la diciassettenne Livia Iannoni di Genova.

## Risultati
| Risultato finale | Concorrente            |
| ---------------- | ---------------------- |
| Miss Italia 1975 | - – Livia Iannoni      |
| Miss Cinema      | - – Patrizia Garganese |
| Miss Eleganza    | - – Daniela Tolloy     |

## Concorrenti
01) Maria Cimino (Miss Piemonte)

02) Livia Iannoni (Miss Liguria)

03) Anna Maria Cipriani (Miss Veneto)

04) Marisa Sengalla (Miss Trentino Alto Adige)

05) Adriana Coren (Miss Friuli Venezia Giulia)

06) Manuela Croci (Miss Emilia)

07) Silvana Lenzi (Miss Toscana)

08) Nuccia Maliamacei (Miss Lazio)

09) Rosy Minetti (Miss Roma)

10) Lorenza Niro (Miss Marche)

11) Silvana Giacometti (Miss Umbria)

12) Antonietta Cannarsa (Miss Molise)

13) Tiziana Stella (Miss Campania)

14) Giuseppina D'Amento (Miss Lucania)

15) Pia Mandolicchio (Miss Puglia)

16) Mafalda Carcielli (Miss Calabria)

17) Egidia Variasco (Miss Sicilia)

18) Mara De Santis (Miss Sardegna)

19) Flora Marangio (Miss Cinema Valle d'Aosta)

20) Nadia Libralesso (Miss Cinema Veneto)

21) Annalisa Ceschia (Miss Cinema Friuli Venezia Giulia)

22) Ivana Masala (Miss Cinema Lombardia)

23) Irene Lauri (Miss Cinema Emilia)

24) Arianna Sirri (Miss Cinema Toscana)

25) Maria Pia Boriosi (Miss Cinema Umbria)

26) Morena Seri (Miss Cinema Toscana)

27) Angela D'Orso (Miss Cinema Lazio)

28) Anna Staiano (Miss Cinema Campania)

29) Patrizia Garganese (Miss Cinema Puglia)

30) Tiziana Alessandrini (Miss Cinema Calabria)

31) Giusy Arena (Miss Cinema Sicilia)

32) Angela Verracchi (Miss Cinema Sardegna)

33) Caty Bertini (Miss Eleganza Piemonte)

34) Daniela Tolloy (Miss Eleganza Lombardia)

35) Gloria Diemi (Miss Eleganza Lazio)

36) Mara Dalema (Miss Eleganza Puglia)

37) Silvana Gatto (Miss Eleganza Calabria)

38) Bastianina Doporla (Miss Eleganza Sardegna)

39) Maria Luisa Marini (Selezione Fotografica)

40) Susanna Forgione (Selezione Fotografica)

41) Gloria Alta (Selezione Fotografica)

42) Anna Maria De Salvatore (Selezione Fotografica)

43) Miriam Pavan (Selezione Fotografica)

44) Patrizia Fiorini (Selezione Fotografica)

45) Mirella Farmesini (Selezione Fotografica)

46) Ileana Damelli (Selezione Fotografica)

47) Sofia Cattelan (Selezione Fotografica)

## Giuria
- Lisa Gastoni
- Alfredo Bini (produttore)
- Rossana Schiaffino
- Giorgio Capitani (regista)
- Paolo Carlini
- Enzo Cerusico
- Bianca Toccafondi
- Giuseppe Perrone
- Howard Ross